# Splitterskyddad Enhets Platform
Splitterskyddad Enhets Platform (SEP) – szwedzka platforma transportera opancerzonego. Występuje w dwóch wersjach: kołowej i gąsienicowej. Platformę na zlecenie szwedzkiego ministerstwa obrony narodowej opracowała firma BAE Systems Hägglunds. Opracowana platforma ma być konstrukcją modułową, pozwoli to na opracowanie różnych pojazdów na jej bazie.

## Historia
Pracę rozpoczęto w roku 1996, kiedy to zlecenie opracowania nowej platformy złożyło szwedzkie ministerstwo obrony narodowej. Opracowaniem nowego pojazdu zajął się BAE Systems Hägglunds. Na opracowanej platformie planowano opracowanie rodziny pojazdów, które miały by zastąpić pojazdy używane dotąd w szwedzkiej armii. Wprowadzenie pojazdów do służby miało nastąpić w roku 2014.
Pod koniec 2005 roku  BAE Systems Hägglunds zakończył budowę trzech wozów demonstracyjnych – dwóch o podwoziach gąsienicowych (T1 i T2) i jednego o podwoziu kołowym  (W1). Demonstracyjna platforma została opracowana na podstawie podwozia CV90.
Testy terenowe zakończono w połowie roku 2006. Testy obejmowały sprawdzenie konstrukcji podczas jazdy pod drogach, a także w terenie. Większość testów przeprowadzono w Wielkiej Brytanii.
W lipcu 2006 szwedzkie ministerstwo obrony złożyło zamówienie na opracowanie kolejnych prototypów: dwóch gąsienicowych i dwóch kołowych 6x6 w dwóch wersjach (transporter piechoty oraz wóz wsparcia logistycznego). Prototypy wyposażono w hybrydowe elektryczne układy napędowe (HEP).
Na potrzeby armii brytyjskiej opracowano dwa wozy o podwoziu kołowym 8x8. Prototypy ukończono w roku 2007 i poddano testom w tym samym roku.
W lutym 2008 roku szwedzkie siły zbrojne ogłosiły zaprzestanie prac nad programem. Jako powód podano brak międzynarodowego partnera w rozwijaniu projektu.